# 顛倒的天空
《顛倒的天空》（日语：さかさまの空）是日本男子組合SMAP的第47張單曲，於2012年4月25日由Victor Entertainment發行。

## 概要
本作跟前作《我的一半》相隔4個月發售。單曲分為「通常盤」、「初回限定盤」和「Seven Net Shopping限定套裝」，共3種形式發售；其中只有「初回限定盤」和「Seven Net Shopping限定套裝」附有DVD。「Seven Net Shopping限定套裝」於Seven Net Shopping內的官方店「SMAP專門店」售賣。
單曲封面連續3張單曲都以成員為主角（《This is love》、《我的一半》和本作），但這次是成員是在水面的倒影上出現。
A面曲《顛倒的天空》是堀北真希主演的晨間小說連續劇《小梅醫生》的主題曲。這是首次有隸屬於傑尼斯事務所的藝人演唱晨間小說連續劇的主題曲，亦是SMAP首次為沒有成員演出的電視劇演唱主題曲。
2012年12月25日，第63回NHK紅白歌合戰正式公布曲目順序名單，SMAP連續三年擔當全場壓軸，演唱「SMAP 2012'SP」（包含《Moment》《顛倒的天空》兩首），也是首次NHK晨間劇主題曲擔當紅白歌合戰全場壓軸。
單曲發售首天取得Oricon公信榜日榜的首位，後再憑首周銷量約13.5萬張取得該周的周榜首位。

## 收錄內容
| CD   | CD                         | CD            | CD       | CD       | CD   |
| 曲序 | 曲目                       |               | 作曲     | 編曲     | 时长 |
| ---- | -------------------------- | ------------- | -------- | -------- | ---- |
| 1.   | 顛倒的天空                 | 麻生哲朗      | 菅野洋子 | 菅野洋子 | 4:37 |
| 2.   | Keep my love               | 藤末樹、MIZUE | 藤末樹   | 藤末樹   | 4:10 |
| 3.   | 顛倒的天空（back track）   | －            | －       | －       | 4:37 |
| 4.   | Keep my love（back track） | －            | －       | －       | 4:07 |

| DVD  | DVD                        |
| 曲序 | 曲目                       |
| ---- | -------------------------- |
| 1.   | 顛倒的天空（PV）           |
| 2.   | 顛倒的天空（攝影製作花絮） |

## 外部連結
- Johnny's net （页面存档备份，存于）（日語）